# Гуидо II Сполетски
Гуидо II (Guy, Guido II, † ок. 883) от род Гвидони, e херцог и маркграф на Сполето и Камерино (dux et marchio) от 880 до смъртта си.

## Произход
Той е най-големият син и наследник на Ламберт I († 880). Последван е от Гуидо Сполетски (Видо II).

## Деца
Гуидо II е баща на:
- Гуидо IV (убит 898), херцог на Сполето и Камерино от 889 г. и принц на Беневенто от 895 г.
- Ита, съпруга на Гвемар I принц на Салерно (880 – 900)